# Aulis Rytkönen
Taavi Aulis Rytkönen (* 5. Januar 1929 in Karttula; † 16. April 2014 in Espoo) war ein finnischer Fußballspieler und -trainer. Rytkönen wurde 1952 erster finnischer Fußballprofi, als er einen Vertrag beim französischen Zweitligisten Toulouse FC unterschrieb.

## Laufbahn

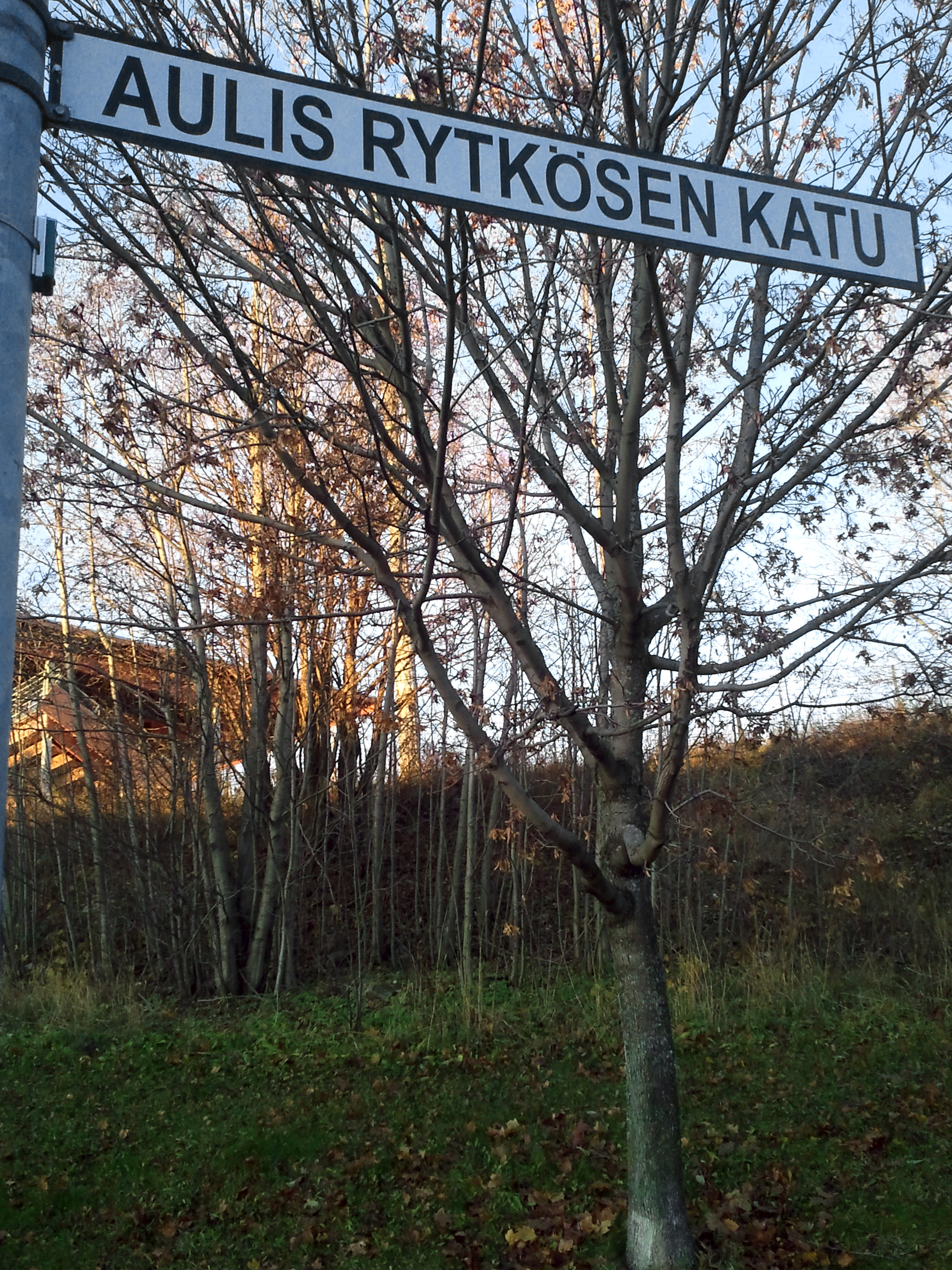
Die 2010 eingeweihte Aulis-Rytkönen-Straße in Kuopio.

Aulis Rytkönen spielte ab 1941 als Jugendlicher beim TUL-Verein Kuopion Työväen Urheilijat. 1945 gab er 16-jährig sein Debüt bei den Aktiven für den Zweitligisten Kuopion Palloseura. Bis 1952 spielte er bei diesem Verein und ab 1949 auch in der höchsten Liga, der Mestaruussarja. Er gehörte zur Olympiaauswahl von 1952 bei den Olympischen Sommerspielen in Helsinki, bei der die Gastgeber im einzigen Spiel im Achtelfinale gegen Österreich knapp mit 3:4 unterlagen. Rytkönen hatte in diesem Spiel das zwischenzeitliche 3:2 für Finnland geschossen. Damit war man auch im Ausland auf ihn aufmerksam geworden und bereits 1952 kam er nach Frankreich zum Division 2-Klub Toulouse FC. Er unterschrieb einen Vertrag und wurde zum ersten finnischen Profifußballer der Geschichte. In seiner ersten Saison für Toulouse absolvierte Rytkönen 14 Spiele und schoss neun Tore. Toulouse gelang der Aufstieg und Rytkönen spielte fortan in der ersten französischen Liga. In der Saison 1954/55 wurde Toulouse Vizemeister und 1957 gelang ihm mit diesem Team der Gewinn des französischen Pokals. Bis 1960 kam „Monsieur magic“, wie er mittlerweile genannt wurde, auf 120 Ligaeinsätze für Toulouse. Er kehrte im Alter von 31 Jahren nach Finnland zurück und unterschrieb beim Hauptstadtklub HJK Helsinki als Spielertrainer. Hier blieb er bis zu seinem vorläufigen Karriereende 1966. 1969 absolvierte er 40-jährig nochmal ein Spiel für HJK und schoss dabei ein Tor.
Rytkönen bestritt zwischen 1948 und 1964 37 Länderspiele für die finnische Nationalmannschaft und erzielte für diese sieben Tore.
Als Trainer hatte er bereits 1960 HJK Helsinki übernommen. Er blieb bis 1971 Trainer des Vereins. Von 1973 bis 1975 war Rytkönen Trainer der Frauenmannschaft von HJK. 1975 wurde er sowohl Trainer der HJK-Männermannschaft als auch der finnischen Nationalmannschaft. 1981 und 1982 trainierte er Tikkurilan Palloseura, ehe er von 1984 bis 1988 und 1991 und von 1995 bis 1996 weitere Male die Frauenfußballmannschaft von HJK Helsinki trainierte.
Rytkönen verstarb im Alter von 85 Jahren im Krankenhaus Jorvin sairaala in Espoo.

## Titel
Alle finnischen Titel gewann er mit HJK Helsinki, außer wo angegeben. Titel, die er als Spielertrainer holte, sind kursiv angegeben.

### Als Spieler
- Finnischer Meister: 1964
- Finnischer Vizemeister: 1950 (mit KuPS), 1965, 1966
- Finnischer Pokalsieger: 1966
- Französischer Vizemeister: 1955
- Französischer Pokalsieger: 1957

### Als Trainer

#### Männerfußball
- Finnischer Meister: 1964, 1978
- Finnischer Vizemeister: 1965, 1966
- Finnischer Pokalsieger: 1966

#### Frauenfußball
- Finnischer Meister: 1973, 1974, 1975, 1984, 1986, 1987, 1988, 1991, 1995, 1996

## Auszeichnungen und Ehrungen
- Fußballer des Jahres in Finnland (Journalistenwahl): 1949, 1950 und 1952[4]

- Im Jahr 2010 beschloss der Gemeinderat von Kuopio, eine Straße nach Aulis Rytkönen zu benennen.[5]